# Úrvalsdeild 1953
Thống kê của Úrvalsdeild mùa giải 1953.

## Tổng quan
Có 6 đội tham gia, và ÍA giành chức vô địch. Ríkharður Jónsson của ÍA là vua phá lưới với 5 bàn thắng.

## Bảng A
| Vị thứ | Câu lạc bộ | St | T | H | B | BT | BB | HS | Đ |
| 1      | ÍA         | 2  | 2 | 0 | 0 | 8  | 1  | +7 | 4 |
| 2      | KR         | 2  | 1 | 0 | 1 | 3  | 5  | -2 | 2 |
| 3      | Fram       | 2  | 0 | 0 | 2 | 2  | 7  | -5 | 0 |

## Bảng B
| Vị thứ | Câu lạc bộ | St | T | H | B | BT | BB | HS | Đ |
| 1      | Valur      | 2  | 2 | 0 | 0 | 8  | 2  | +6 | 4 |
| 2      | Víkingur   | 2  | 1 | 0 | 1 | 6  | 3  | +3 | 2 |
| 3      | Þróttur    | 2  | 0 | 0 | 2 | 1  | 10 | -9 | 0 |

## Chung kết
- ÍA 3-2 Valur